# Philipp Jakob Loutherbourg der Ältere
Philipp Jakob Loutherbourg der Ältere (geboren um 1698 in Basel; gestorben 1768 in Paris) war ein französischer Kupferstecher Schweizer Herkunft.

## Leben
Nach ersten künstlerischen Unterrichtungen ging Loutherbourg nach Straßburg, wo er Schüler in mehreren Werkstätten war. Neben Porträts schuf Loutherbourg auch Illustrationen zu mehreren wissenschaftlichen Werken, z. B. die anatomischen Zeichnungen für die medizinische Dissertation von Heinrich Sigismund Stosch.
In Straßburg heiratete Loutherbourg auch, und sein Sohn, Philipp Jakob Loutherbourg der Jüngere, kam dort zur Welt.

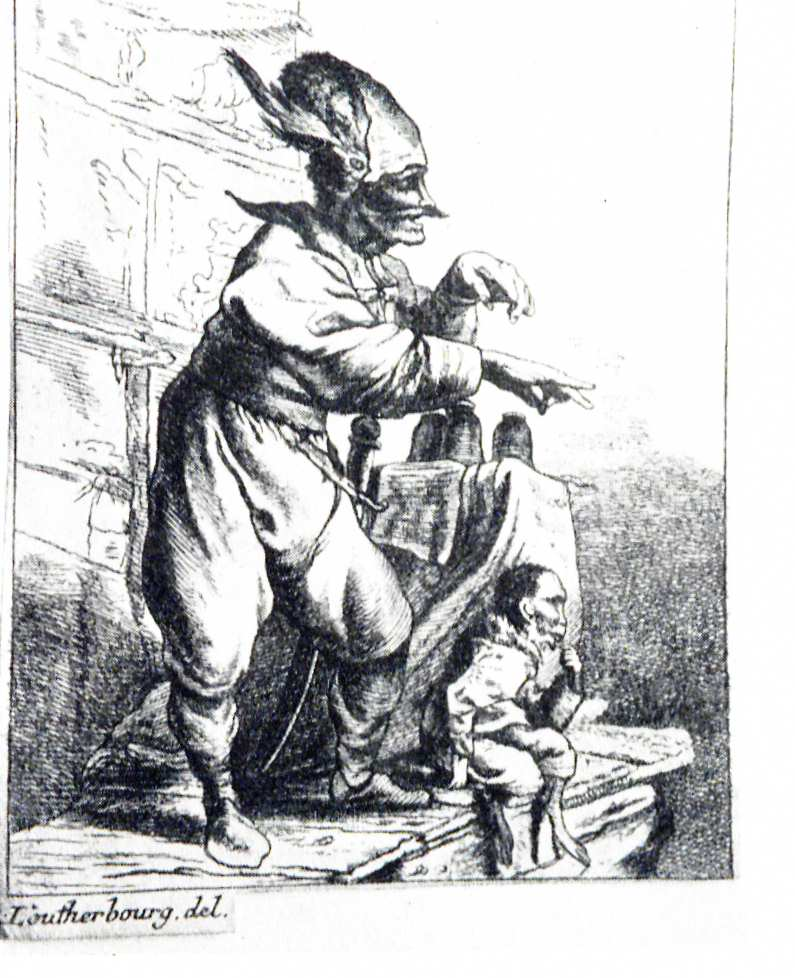
Der Charlatan (ohne Jahr)

Ab ungefähr 1725 lebte und wirkte Loutherbourg in Wissembourg (Elsass). Anschließend wirkte er als Miniaturenmaler und Graveur am Hof zu Darmstadt. Es ist nachweisbar, dass er ab 1755 in Paris lebte. Dort starb er 1768 im Alter von ungefähr 70 Jahren.